# Буркачи
Буркачи (укр. Буркачі) — село в Берестечковской городской общине Луцкого района Волынской области Украины.
До 2020 года входило в Гороховский район.
Код КОАТУУ — 0720883802. Население по переписи 2001 года составляет 353 человека. Почтовый индекс — 45766. Телефонный код — 3379.

## Известные люди
В селе родился Филярчук, Семён Евдокимович — Герой Социалистического Труда.